# Línea Verde (Metro de Washington)
La  línea Verde  es una de las cinco líneas del Metro de Washington, que abastece al área metropolitana de Washington D. C. La línea Verde consiste de 21 estaciones, con su terminales en la Avenida Branch y en Greenbelt. La línea Verde pasa por el condado de Prince George, Maryland y el Distrito de Columbia. Fue la última línea del sistema en ser construida, y es una de las tres líneas de norte-sur en pasar por la Ciudad de Washington. Comparte cuatro estaciones con la línea Amarilla durante las horas pico (nueve estaciones durante las horas menos transitadas), una estación con la Azul y con la  línea Naranja, y dos estaciones con la línea Roja.
La línea Verde requiere de 19 trenes (10 trenes de ocho vagones y nueve de seis vagones, llegando a un total de 134 vagones) para operar en las horas pico.